# Rode zanger
De rode zanger (Cardellina rubra; synoniem: Ergaticus ruber) is een zangvogel uit de familie Parulidae (Amerikaanse zangers).

## Verspreiding en leefgebied
Deze soort is endemisch in Mexico en telt 3 ondersoorten:
- C. r. melanauris: noordwestelijk Mexico.
- C. r. rubra: westelijk en centraal Mexico.
- C. r. rowleyi: zuidelijk Mexico.